# City Records
City Records (kompletter Name auf Serbisch: Предузеће за издавачко-пропагандно делатност City Records д.о.о. Београд/Preduzeće za izdavačko-propagandno delatnost City Records d.o.o. Beograd) ist ein serbisches Musiklabel.
Das Musiklabel wurde 1997 als Teil der Pink Media Group gegründet, der auch der Sender RTV Pink gehört. Es ist das Zuhause einiger der erfolgreichsten Pop-Künstler des West-Balkans. Das Unternehmen beschäftigt 14 Vollzeit-Angestellte und ist als Limited Liability Company (LLC) eingetragen.
City Records ist mehrere Lizenzvereinbarungen mit europäischen Künstlern eingegangen, um die Verbreitung ihrer Musik auf dem Markt zu vergrößern.

## Künstler (Auswahl)
Künstler, die unter Vertrag stehen/standen:
- Alen Islamović (1999; 2013-heute)
- Aca Lukas (2010–2013)
- Alka Vuica (2001–2013)
- Adil (2010-heute)
- Boris Novković (2003-heute)
- Boban Rajović (2000, 2010–2013)
- Ceca Ražnatović (2001, 2013-heute)
- Crvena jabuka (2002–2011)
- Dado Polumenta (2013-heute)
- Dado Topić (2005)
- Danijela Martinović (2003-heute)
- Dara Bubamara (2013–2014, 2016-heute)
- Dino Merlin (2004–2009)
- Dragana Mirković (2016-heute)
- Đogani (2001–2013)
- Elena Risteska (2007)
- Emina Jahović (2002–2005, 2012-heute)
- Feeling (2014-heute)
- Goca Tržan (2001, 2008-heute)
- Goga Sekulić (2000, 2004, 2013-heute)
- Goran Bregović (2012)
- Goran Karan (2008-heute)
- Halid Bešlić (2010-heute)
- Hari Mata Hari (2009-heute)
- In vivo (2011-heute)
- Indira Radić (2015-heute)
- Ivana Banfić (2003)
- Jasna Gospić (2004-heute)
- Jelena Karleuša (2005–2014)
- Jelena Tomašević (2008-heute)
- Kaliopi (2008-heute)
- Karma (2001-heute)
- Karolina Gočeva (2003-heute)
- Kemal Monteno (2003)
- Magazin (2002-heute)
- Maya Berović (2012-heute)
- Marija Šerifović (2003–2015)
- Martin Vučić (2005)
- Maya Sar (2013-heute)
- Milan Stanković (2014-heute)
- Nataša Bekvalac (2001-heute)
- Neda Ukraden (2009–2014)
- Neverne bebe (2012-heute)
- Nina Badrić (2003–2006, 2011-heute)
- Oliver Dragojević (2002-heute)
- Plavi orkestar (1998)
- Šaban Šaulić (2016-heute)
- Šako Polumenta (2013–2015)
- Seka Aleksić (2015-heute)
- Selma Bajrami (2014)
- Sergej Ćetković (2005-heute)
- Severina (2002–2008, 2011-heute)
- Slavica Ćukteraš (2015-heute)
- Tanja Savić (2014)
- Tony Cetinski (2003–2007, 2012-heute)
- Toše Proeski (2006–2007)
- Vesna Pisarović (2002–2006)
- Zdravko Čolić (2004-heute)
- Željko Joksimović (1999-heute)
- Željko Samardžić (2001-heute)